# Роберт Пірі

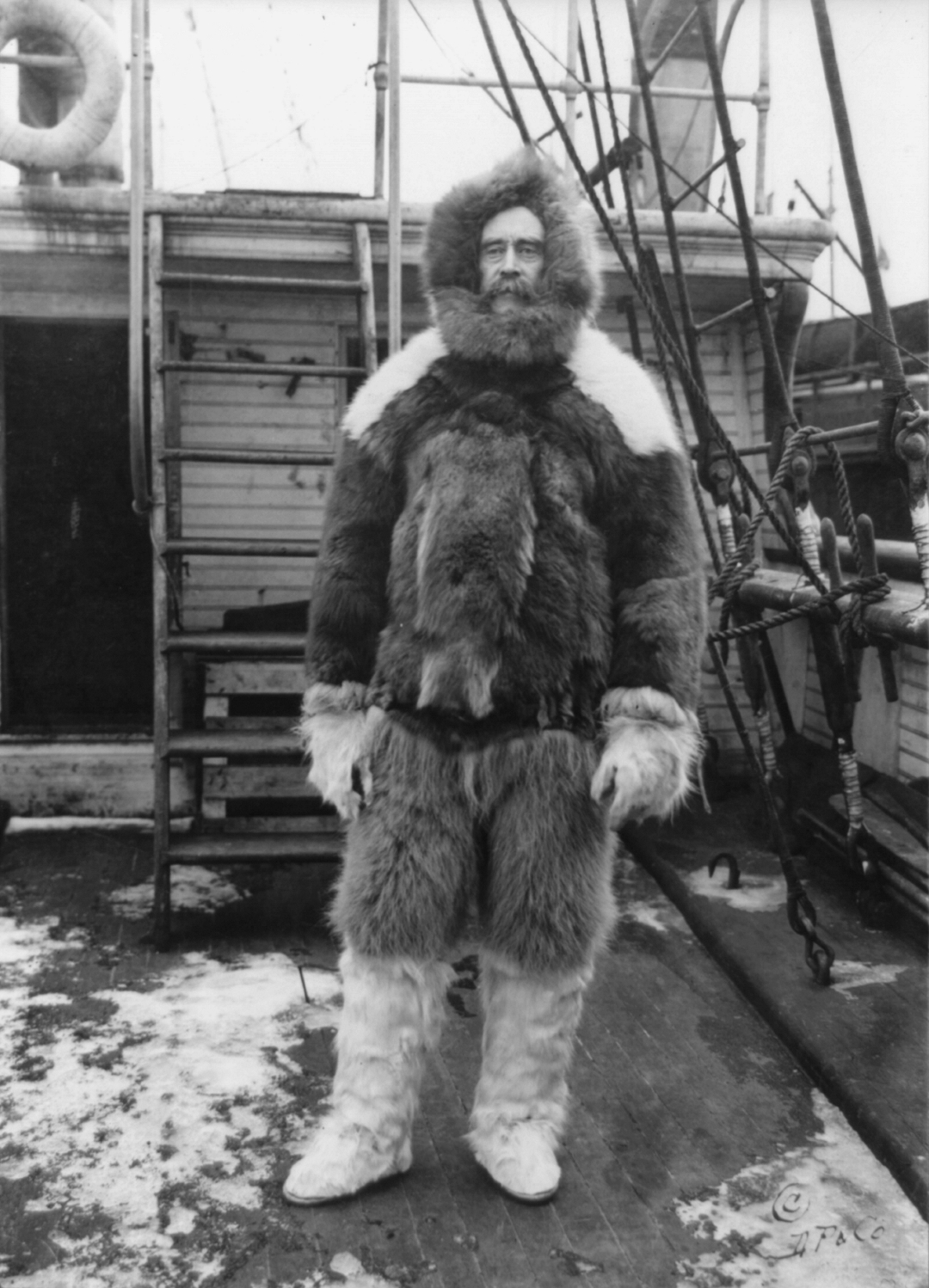
Роберт Пірі

Ро́берт Е́двін Пі́рі (англ. Robert Edwin Peary, 6 травня 1856, Крессон — 20 лютого 1920, Вашингтон) — американський інженер і полярний дослідник. Вважається першим підкорювачем Північного полюса. За власним свідченням, Пірі 6 квітня 1909 року досяг полюса в товаристві темношкірого слуги та чотирьох провідників-ескімосів.

## Біографія
Народився 6 травня 1856 року в місті Крессон неподалік Пітсбурґа (штат Пенсільванія, США). Закінчив Бовдойн-коледж у м. Брансвіку (штат Мен). У 25 років Пірі здобув чин лейтенанта флоту. Як моряк та інженер побував у кількох експедиціях, метою яких було визначити доцільність побудови каналу між Атлантичним і Тихим океанами через Нікарагуа (1884—1885). Між 1892 і 1909 рр. систематично досліджував арктичні регіони, довгий час прожив серед ескімосів, вивчаючи методи виживання в полярних умовах. Дружина Пірі Жозефіна супроводжувала чоловіка в кількох експедиціях і народила доньку під час перебування в Гренландії. Вершиною його дослідницької діяльності стало відкриття Північного полюса (1909), за яке Пірі здобув численні нагороди американських та європейських наукових товариств і чин контр-адмірала флоту. На основі цих подорожей видав книги «Northward over the Great Ice» (1898), «Nearest the Pole» (1907), «The North Pole» (1910), «Secrets of Polar Travel» (1917) та інші. Помер 20 лютого 1920 року, похований на Арлінгтонському цвинтарі в Вашингтоні (округ Колумбія).

## Полярні експедиції
На рахунку Пірі вісім полярних експедицій. Із 1886 року він неодноразово досліджував Гренландію на собаках, запряжених у сани. На відміну від багатьох попередніх полярників, Пірі не цурався спілкування з місцевим ескімоським населенням і вирішив узяти на озброєння їхні навички пересування, пошиття хутряного одягу, полювання та будівництва іглу. Складні умови існування й ампутація восьми відморожених пальців на ногах не завадили дослідникові поставити за мету підкорення Північного полюса. Перші (невдалі) спроби датовані 1901, 1905 і 1906 рр. 21 квітня 1906 року Пірі з колегами дійшли до 87°6' пн. ш., але змушені були повернутись додому через брак харчів та обладнання.
Останній похід до полюса почався в липні 1908 року. Пірі та ще двадцять три особи вирушили з Нью-Йорка на кораблі «Рузвельт» і провели зиму на острові Елсмір (частина Канадського арктичного архіпелагу). Навесні експедиція рушила до полюса по кризі. 1 квітня 1909 року. На 87° 48' пн. ш. через зменшення запасу харчів Пірі наказав частині людей повертатись на корабель, а сам із темношкірим слугою Метью Генсоном та ескімосами Ута, Еґіґінґва, Сіґлу та Укеа рухався далі на північ. Вони досягли полюса 6 квітня. Згодом у спогадах про подорож Пірі написав про цей день: «Нарешті полюс! Люди прагнули цього три століття. Збулось те, про що я мріяв двадцять три роки. Нарешті!» Він встановив на полюсі п'ять прапорів: Сполучених Штатів, американських морських сил, товариства «Доньки американської революції», Червоного Хреста та студентської спільноти «Дельта Каппа Іпсилон», членом якої Пірі був у коледжі. Також він закопав там пляшку з повідомленням про підкорення полюса американцями. 27 квітня члени експедиції повернулись на корабель та попливли додому.

## Суперництво щодо досягнення Північного полюса
6 вересня 1909 року, зробивши офіційну заяву про відкриття Північного полюса, Пірі дізнався, що за п'ять днів до того його співвітчизник Фредерік Кук стверджував, що сам дійшов до полюса 21 квітня 1908 року, тобто на рік раніше за опонента. Експертна комісія постановила, що Кук каже неправду і лаври першовідкривача мають належати Пірі. Саме ця версія усталилася в більшості нарисів з історії полярних досліджень. Проте в наукових колах досі ведеться дискусія щодо того, кого слід вважати першим підкорювачем полюса.

## Міфи
Роберт Пірі через певні власні амбіції прагнув прославити не тільки себе. Тому в експедиції 1906 року йому здалося, що він побачив Землю Крокера, що була названа на честь його шефа. Проте цю землю так ніколи і не знайшли.